# Шест сестри
„Шест сестри“ (на испански: Seis hermanas) е испански сериал, който започва да се излъчва на 22 април 2015 г. и приключва на 21 април 2017 г. с общо 489 епизода.

## Сюжет
Действието на сериала се развива в Мадрид през 1913–1917 и разказва историята на шестте сестри Силва.
Адела е най-голямата от сестрите. Тя е една от най-елегантните и уважавани жени в обществото. Взима важните решения за семейството. Останала вдовица много млада, тя смята, че любовта никога повече няма да я навести.
Бланка е красива, любезна, елегантна, образована, възпитана млада жена, сгодена за банкера Родолфо Лойгори, министър на външните работи, но влюбена в зет си – лекаря Кристобал Лойгори.
Диана е със силен характер. Тя наследява баща си начело на семейната фабрика Силва. Тя е предприемчива. Уверена е, че жената в обществото е подценявана, и въпреки че не вярва, че ще се влюби, съдбата има различни планове за нея.
Франсиска пее тайно в бар „Амбигу“, но мечтата ѝ е някой ден да пее пред избрана публика.
Селия мечтае да учи, да пътува и да пише. Тя открива, че изпитва силна любов към приятелката си Петра.
Елиса е най-малката сестра. Тя е незряла, раздразнителна и разглезена. Мечтае си да срещне мъж с добра позиция в обществото, с когото да създаде семейство.
Ставайки жени от висшата класа, те без притеснение ръководят текстилната фабрика и бизнеса на баща им, дон Фернандо Силва, след внезапната му смърт, в едно общество, в което жените нямат право дори на глас.

## Актьорски състав
- Мария Кастро – Франсиска Силва Тореалба де Гутиерес, графиня консорт де Барнос
- Селия Фрейхейро – Адела Силва Тореалба, вдовица де Саес и Ривера †
- Мариона Тена – Бланка Силва Тореалба де Лойгори, баронеса де Лойгори, Първа придворна дама на Кралица Виктория Еухения де Испания
- Марта Ларалде – Диана Силва Тореалба де Монтанер
- Кандела Серат – Селия Силва Тореалба
- Карла Диас – Елиса Силва Тореалба
- Алекс Адровер – Салвадор Монтанер
- Алекс Гадеа – Кристобал Мануел Лойгори Дел Амо, барон консорт де Лойгори
- Фернандо Андина – Родолфо Лойгори Дел Амо, екс-барон консорт де Лойгори
- Нунси Валкарсел – Мария де лас Мерседес „Мерседитас“ Овиедо де Ферейро
- Хоакин Климент – Бенхамин Фуентес
- Рикард Салес – Габриел Гутиерес Ривера, граф де Барнос
- Пеп Антон Муньос – Енрике Гутиерес †
- Лум Барера – Антония Ривера, вдовица де Гутиерес
- Ориол Тарасон – Херман Ривера †
- Алехандра Лоренте – Каролина Гарсия де Ривера/Каролина Силва Мансано/Кармела „Кармелита“ Силва Мансано †
- Карлота Олсина – Петра Фуентес Мартинес †
- Алехандро Кано – Мигел Еспарса †
- Кристобал Суарес – Луис Сивантос †
- Раул Фернандес де Пабло – Бернардо Ангуло
- Хулия Молинс – София Алварес де Теран
- Хорхе Клементе – Карлос „Карлитос“ Теран
- Марио Алберто Диес – Басилио Руис †
- Вики Пеня – Росалия Мансано де Фуентес
- Хуан Рибо – Рикардо Силва Сантос
- Кити Манвер – Долорес Дел Амо, вдовица де Лойгори †
- Ана Рисеньо – Кандида Ередия
- Авелино Гонсалес – Раймундо Ферейро
- Ева Алмая – Марина Монтеро †
- Даниел Муриел – Инспектор Федерико Веласко Доменек
- Мария Котиейо – Урсула Горан де Гутиерес, вдовица де Гомес, екс-графиня консорт де Барнос/Соледад Силва Гусман
- Летисия Етала – Бруна де Веласко
- Мария Исаси – Елпидия
- Адриан Ламана – Сиро Алтабас
- Ева Манхон – Амалия Хордан де Лойгори „Изкусителката“
- Мария Ервас – Инес Вилямагна
- Ана Майо – Беатрис Винуеса †
- Рохер Кома – Емилио Санчес
- Ориол Пуиг – Гонсало Силва
- Хосе Бустос – Симон Горис
- Антонио Чамисо – Хулио Пенялара
- Иняки Арданас – Тристан Агапито Беидо
- Хавиер Моргаде – Бенито Серано
- Фернандо Гуилен Куерво – Аурелио Буендия
- Емилио Гутиерес Каба – Дон Фернандо Силва Сантос †
- Мариан Арахуентес – Каталина „Ката“
- Лус Валденебро – Аурора Аларкон Марко †
- Марта Фернандес Муро – Адолфина Тореалба Лопес
- Хосе Луис Торихо – Инспектор Хуан Тобиас

## В България
В България сериалът започва на 25 януари 2018 г. по bTV и завършва на 3 април 2020 г. Повторенията са по bTV Lady. Дублажът е на студио VMS. Ролите се озвучават от Ани Василева, Петя Абаджиева, Петя Миладинова, Стефан Стефанов и Станислав Димитров.